# Лі Лабрада
Лі Лабрада (англ. Lee Labrada; нар. 8 березня 1960, Куба, Гавана) — американський культурист, професійний культурист IFBB — Міжнародна Федерація Бодібілдинга, творець і генеральний директор компанії Labrada Nutrition; володар численних нагород у світі культуризму, вписаний в Зал Слави IFBB.

## Біографія
Дебют Лі Лабради як культуриста відбувся в 1982 році на Texas Collegiate Championships, організованому Національним Комітетом Фізичної Культури (NPC), де він посів перше місце.
Професійний дебют Лабради відбувся в 1985 році в конкурсі Містер Юніверс, 1 місце. У 1986 році переміг на конкурсі Ніч Чемпіонів. C 1987 року — семиразовий учасник Містер Олімпія, але жоден з цих конкурсів він не виграв.
Сповідував атлетичний стиль, головним моментом якого було створення стрункого, атлетичного тіла.
Закінчив спортивну кар'єру в 1995 році.

## Історія виступів
- Арнольд Класік — 2 місце (1993), 3 місце (1992), 5 місце (1995),
- Містер Олімпія — 2 місце (1990), 3 місце (1987), 4 місце (1993, 1991, 1988),
- Айронмен Про — 2 місце (1993),
- Ніч Чемпіонів — 1 місце (1986)
- Гран Прі Англія — 1 місце (1989, 1988)
- Гран Прі Голландія — 1 місце (1989)
- Гран Прі Фінляндія — 1 місце (1989)
- Гран Прі Німеччина — 3 місце (1988, 1987)
- Гран Прі Греція — 1 місце (1988)
- Гран Прі Іспанія — 2 місце (1988)
- Гран Прі Іспанія — 1 місце (1988)
- Гран Прі Італія — 2 місце (1988)
- Гран Прі Франція — 2 місце (1988), 3 місце (1987)
- Чемпіонат світу Про — 2 місце (1987)